# Mateo García
Mateo Ezequiel García, né le 10 septembre 1996 à Córdoba en Argentine, est un footballeur argentin évoluant au poste d'ailier à l'Atlas CF.

## Biographie
Il joue 19 matchs en première division espagnole avec l'équipe de Las Palmas, inscrivant deux buts.